# Andrei Țurcanu
Andrei Țurcanu (n. 1 septembrie 1948, Cigîrleni, raionul Ialoveni, Republica Moldova) este un filolog (doctor în filologie), profesor universitar, poet, publicist, critic și istoric literar român. A activat și ca politician fiind deputat în primul Parlament al Republicii Moldova (1990-1993).

## Biografie
A absolvit Școala Medie din Hâncești (1966) și Facultatea de Filologie a Universității de Stat din Chișinău (1971). Susține doctorantura la Institutul de literatură universală „A.M. Gorki” al Academiei de Științe din Moscova (1975). Doctor habilitat cu teza Evoluția poeziei postbelice din Moldova (1996).
A fost redactor la Departamentul pentru copii al Comitetului de Stat pentru Radioteleviziune din Chișinău (1971-1972), apoi cercetător științific la Institutul de Limbă și Literatură al Academiei de Științe din Moldova (1975-1990). Este deputat în primul Parlament democratic al R. Moldova, ales pe circumscripția Rezeni (1990-1993) și  consilier al Președintelui R. Moldova (1992), apoi consilier prezidențial, purtător de cuvânt al Președintelui Republicii Moldova 1997-1999). Devine președintele Centrului de Studii Strategice „Est-Vest-Est” (1999 – 2002). Din 2002 activează în calitate de profesor universitar la Universitatea Pedagogică de Stat „Ion Creangă” din Chișinău. Din 2010 este șeful Sectorului de literatură română contemporană la Institutul de Filologie al AȘM.

## Grade și titluri științifice, titluri onorifice
- Doctor în filologie, specialitatea „Literatura română” (1986);
- Doctor habilitat în filologie, specialitatea „Literatura română” (1996);
- Conferențiar universitar/cercetător (1995);
- Consilier de Stat de rangul I (1998).

## Afilieri
- Membru al Uniunii Scriitorilor din Moldova
- Membru al Uniunii Scriitorilor din România
- Membru al Colegiului de redacție al revistelor „Philologia” și „Metaliteratură”.
- Colaborează la revista Vatra.

## Premii și distincții
- Premiul Prezidiului AȘM pentru tinerii savanți (1977);[necesită citare]
- Medalia „Meritul Civic” (1996)[5]
- Premiul centrului Independent de Jurnalism (1999)[4]
- Premiul Uniunii Scriitorilor din Republica Moldova (eseu politic: „Sabatul sau noaptea vrăjitoarelor politicii moldovenești”) (2000)[6][4]
- Premiul Centrului Național de Jurnalism „Jurnalistul care a scandalizat cel mai mult opinia publică” (2001);
- Medalia „Dimitrie Cantemir” a Academiei de Științe (2007);
- Premiul „Grigore Vieru” al Uniunii Scriitorilor din Moldova pentru cartea de poezii „Interior în roșu aprins (opera omnia)” (2012).
- Ordinul Republicii (2012)[7]
- Premiul național pentru Literatură (2016)[4]
- Premiul Opera omnia al revistei Convorbiri literare (2018).[4]

## Operă literară
- Martor ocular, 1983 (culegere de studii și articole literare);
- Обретение имени Эстетическое самоопределение молдавской поэзии   Монографическое исследование, 1990;
- Regăsirea numelui, critică literară, Ch., 1990;[6]
- Bunul-simț, 1996 (culegere de studii și articole literare);
- Cămașa lui Nessos, 1988 (ediția a II–a, 1996) (poezii);
- Sabatul sau noaptea vrăjitoarelor politicii moldovenești, 2000 (eseuri politice);
- Elegii pentru mintea cea de urmă, 2000 (poezii);
- Destin întors, 2005 (poezii);
- Iisus prin miriști, 2006 (poezii);
- Plânsul centaurului, 2008 (poeme);
- Estuar, 2008 (poeme);
- Interior în roșu aprins. Opera omnia, 2012 (poeme);
- Arheul marginii și alte figuri (2013);[4]
- Verde regal (2014, ed. a II-a – 2015);[4]
- Zăpezi în august (2015);[4]
- circa 300 de studii și articole.

## Aprecieri
- „Poezia lui Andrei Țurcanu este scînteietoare ca lama unui brici, adesea dezlănțuit oratoric, dar todeaunea cu măsură, uneori poate prea directă, de o tensiune fulgurantă prăbușită într-un trăsnet. Verslibrismul său nu se lasă ispitit de gratuitățile grosiere ale textualiștilor, amintind, în schimb, de îndărtnicirile dezlănțuiri ale ultimului Ion Gheorghe, dar și de ale profeților Vechiului Testament. În atare privință, capodopera lui Andrei Țurcanu este amplul poem Ieșirea se amînă, tot ce am găsit mai viu și mai tragic în lirica basarabeană a ultimului deceniu.”  (Theodor Codreanu)
- „Andrei Țurcanu va fi probabil revendicat de optzecism drept un autor care a pus metodă și inteligență la constituirea noului înțeles de poezie din Basarabia.” (Nicolae Leahu)
- „Andrei Țurcanu nu a beneficiat de atenția publicului și a criticii, ceea ce este un paradox: dânsul s-a ocupat de aproape toți poeții din jumătatea a doua a secolului XX, dar creația lui a fost ignorată. De ce? Pentru că a venit mereu în dezacord, în plină disonanță cu vederile confraților de breaslă, dar și cu gustul elementar și chiar primitiv al publicului larg de cititori ... ” (Vladimir Beșleagă)